# マゴーネ 土田康彦「運命の交差点」についての研究
『マゴーネ 土田康彦「運命の交差点」についての研究』は、2023年6月9日公開の日本のドキュメンタリー映画。監督は田邊アツシ。第22回イタリア映画祭 2022(東京会場)に於いて、同映画祭初の日本映画として特別上映された。

## 概要
イタリア・ヴェネチア在住の日本人ヴェネチアンガラス作家・土田康彦が 2013年に発表した作品シリーズ「運命の交差点」のコンセプトワークと、2012〜18年に渡りその日々を追った映像素材をもとに、その人物像、創作の秘密を描いた。
本作が長編映画初監督作となる田邊は撮影に加え、編集、脚本、ナレーションまでこなし、従来のドキュメンタリーともフィクシィンとも異なる表現、映画・文学・美術の境界を超えて「私」を見つけるひとつの試みに挑戦した。

## キャスト
- 土田康彦
- 宮脇花綸
- 臺佳彦
- 403architecture［dajiba］
- 大友香里
- TERU

## スタッフ
- 監督・編集・企画・プロデュース：田邊アツシ
- 脚本：田邊アツシ
- 音楽：小久保隆、Andrea Esperti
- 撮影：田邊アツシ
- プロデューサー：杉本理恵子（えすぷらん）
- アソシエイトプロデューサー：鴻池和彦（cinepos）
- 配給：えすぷらん
- 配給宣伝協力：Playtime
- 制作：RUNGRAPH

## 映画祭
- 第40回モントリオール国際芸術映画祭2022 Festival international du film sur l'art (Le FIFA)(カナダ)公式出品[4]※同映画祭ヨーロッパツアーで 2022年10月にイタリア・ヴェネチアのパラッツォ・グラッシ（Palazzo Grassi）劇場でも上映[5][6]
- ブカレスト・フィルム・アワード2022 Bucharest Film Awards(ルーマニア)サウンドトラック部門公式出品[7]
- スノーダンス・インディペンデント映画祭2022 Snowdance Independent Film Festival(ドイツ) 公式出品/コンペティション部門ノミネート[8]
- アート・ノンストップ・フェスティバル Arte NonStop Festival /BA2021-International Film & Art Festival(アルゼンチン) 公式出品【受賞:最優秀初監督作品賞/最優秀初監督作品賞/映画にインスピレーションを与えたアーティストへの特別賞】[9]
- マドリード国際インディペンデント映画祭 FICIMAD 2021(スペイン) 公式出品【受賞:長編部門最優秀ドキュメンタリー監督賞】[10]
- 国際サウンド&フィルムミュージックフェスティバル2021 International Sound & Film Music Festival (ISFMF)(クロアチア) 公式出品
- マインドフィールド映画祭アルバカーキ Mindfield Film Festival • Albuquerque(アメリカ) 2021・7-8月期 公式出品【受賞:長編ドキュメンタリー部門プラチナ賞】[11]
- 4thディメンション・インディペンデント映画祭 4th Dimension Independent Film Festival(インドネシア) 2021・8月期ドキュメンタリー部門公式出品【ファイナリスト】[12]
- トロント・インディペンデント映画祭 of CIFT Toronto Independent Film Festival of Cift(カナダ) 2021・7月期ドキュメンタリー部門公式出品【ファイナリスト】
- ブラックボード国際映画祭 Blackboard International Film Festival(インド) 2021・7月期 公式出品